# 문경규
문경규(1932년 7월 14일 ~ )는 대한민국의 정치인이다. 제37·38대 담양군수를 역임했다.

## 역대 선거 결과
|  | 84.2% |

|  | 50.87% |

|  | 51.80% |